# Nikolaj Levnikov
Nikolaj Levnikov Николай Владиславович Левников (Pinsk, 15 febbraio 1956) è un ex arbitro di calcio russo.

## Biografia
È conosciuto per aver arbitrato al Campionato europeo di calcio 1996 l'incontro Turchia-Danimarca, vinto dai danesi 3-0, e per aver arbitrato l'incontro Brasile-Marocco, vinto 3-0 dai brasiliani.
Ha inoltre arbitrato alla Confederations Cup 1997.